# Čainskij rajon
Il Čainskij rajon (in russo Чаинский район?) è un rajon dell'Oblast' di Tomsk, in Russia; il capoluogo è Podgornoe. Istituito nel 1924, ricopre una superficie di 7.242 chilometri quadrati.